# Daniel Roebuck
Daniel Randall James Roebuck (Bethlehem, 4 marzo 1963) è un attore statunitense.
Conosciuto principalmente per i ruoli di Cliff Lewis e Rick Bettina rispettivamente nelle serie televisive Matlock e Nash Bridges.

## Biografia
Nato a Bethlehem, in Pennsylvania, si diploma nella Bethlehem Catholic High School a Bethlehem. Nel 1981 appare per la prima volta in un film. Dal 1992 al 1995 recitò nella serie televisiva poliziesca e giudiziaria Matlock, dove interpreta il ruolo dell'assistente di Andy Griffith, sostituendo Clarence Gilyard Jr. durante la stagione 1993-94. Ha avuto anche un ruolo ricorrente nella serie televisiva Nash Bridges dove interpreta un ufficiale di polizia corrotto, l'ispettore Rick Bettina. È apparso come ospite in numerose altre serie televisive e appare anche in numerosi film, tra i quali vanno ricordati I ragazzi del fiume, Dudes e Final Destination. Altri ruoli importanti si hanno nei film Il fuggitivo e U.S. Marshals - Caccia senza tregua, dove interpreta il maresciallo degli Stati Uniti Bob Biggs, e in Agente Cody Banks e il suo sequel Agente Cody Banks 2 - Destinazione Londra dove interpreta Mr. Banks.
Uno dei ruoli più memorabili di Roebuck fu quello di Jay Leno nel film TV della HBO The Late Shift. Leno ha fatto spesso commenti positivi sulla performance dell'attore, ogniqualvolta un ospite del suo programma iniziava a parlare di questo film. Nel 2000 ha la parte del protagonista nel film Disney per la televisione Una culla per cinque. Nel 2003 recitò nella produzione Cappuccetto rosso. Questo film, diretto da Randal Kleiser, è stato girato interamente in 3D. Nel 2005 appare nella popolare serie televisiva Lost, interpretando la parte del Dr. Leslie Arzt.
È stato scrittore e produttore per la serie Monsterama, nella quale appare anche in alcuni episodi. Nel 2008 è apparso come guest star in un episodio di Bones, l'anno dopo ha dato la voce a Morris Green nel film animato di Rob Zombie The Haunted World of El Superbeasto. Nel 2014 è apparso nel ruolo del protagonista nel film A Fork in the Road.

## Vita privata
Dopo un primo matrimonio con Leslie Meredith Merkel (durato dal 1983 al 1987), si è risposato nel 1994 con Kelly Durst da cui ha avuto due figli.

## Filmografia

### Attore

#### Cinema
- Cavegirl, regia di David Oliver (1985)
- I ragazzi del fiume (River's Edge), regia di Tim Hunter (1986)
- Fuga dal futuro - Danger Zone (Project X), regia di Jonathan Kaplan (1987)
- Dudes, regia di Penelope Spheeris (1987)
- Weekend senza il morto (Only You), regia di Betty Thomas (1992)
- Il fuggitivo (The Fugitive), regia di Andrew Davis (1993)
- Driven, regia di Michael Shoob (1996)
- Traffico di diamanti (Money Talks), regia di Brett Ratner (1997)
- Sweet Jane, regia di Joe Gayton (1998)
- U.S. Marshals - Caccia senza tregua (U.S. Marshals), regia di Stuart Baird (1998)
- Together & Alone, regia di Duane Whitaker (1998)
- Final Destination, regia di James Wong (2000)
- Double Take, regia di George Gallo (2001)
- We Were Soldiers - Fino all'ultimo uomo (We Were Soldiers), regia di Randall Wallace (2002)
- Hansel & Gretel, regia di Gary J. Tunnicliffe (2002)
- Agente Cody Banks (Agent Cody Banks), regia di Harald Zwart (2003)
- The Low Budget Time Machine, regia di Kathe Duba-Barnett (2003)
- Agente Cody Banks 2 - Destinazione Londra (Agent Cody Banks 2: Destination London), regia di Kevin Allen (2004)
- Graves End, regia di James Marlowe (2005)
- Supercross, regia di Steve Boyum (2005)
- Take Out, regia di Seth Landau (2005)
- Cappuccetto rosso (Red Riding Hood), regia di Randal Kleiser (2006)
- Flourish, regia di Kevin Palys (2006)
- LA Blues, regia di Ian Gurvitz (2007)
- Halloween - The Beginning (Halloweem), regia di Rob Zombie (2007)
- Misty & Sara, regia di Jason Marsden – cortometraggio (2007)
- Las Vegas - Terapia per due (Finding Amanda), regia di Peter Tolan (2008)
- Rex, regia di Christopher L. Miller (2008)
- How My Dad Killed Dracula, regia di Sky Soleil – cortometraggio (2008)
- Flash of Genius, regia di Marc Abraham (2008)
- Bryan Loves You, regia di Seth Landau (2008)
- Halloween II, regia di Rob Zombie (2009)
- A Fork in the Road, regia di Jim Kouf (2009)
- L'ultima speranza (Final Sale), regia di Andrew C. Erin (2011)
- John Dies at the End, regia di Don Coscarelli (2012)
- Oltre il male (At the Devil's Door), regia di Nicholas McCarty (2014)
- 31, regia di Rob Zombie (2016)
- Getting Grace, regia di Daniel Roebuck (2017)
- The Munsters, regia di Rob Zombie (2022)
- Terrifier 3, regia di Damien Leone (2024)

#### Televisione
- Love Boat (The Love Boat) – serie TV, episodio 9x12 (1986)
- Matlock – serie TV, 38 episodi (1987-1995)
- La sporca dozzina (Dirty Dozen: The Series) – serie TV, episodio 1x01 (1988)
- Capital News – serie TV, 13 episodi (1990)
- Lookwell, regia di E.W. Swackhamer – film TV (1991) – non accreditato
- Star Trek: The Next Generation – serie TV, episodi 5x07-5x08 (1991)
- In viaggio nel tempo (Quantum Leap) – serie TV, episodio 4x11 (1992)
- I giustizieri della notte (Dark Justice) – serie TV, episodio 2x03 (1992)
- The Late Shift, regia di Betty Thomas – film TV (1996)
- Lois & Clark - Le nuove avventure di Superman (Lois & Clark: The New Adventures of Superman) – serie TV, episodio 3x19 (1996)
- Nash Bridges – serie TV, 14 episodi (1996-2000)
- Jarod il camaleonte (The Pretender) – serie TV, episodio 1x11 (1997)
- Spy Game – serie TV, episodio 1x06 (1997)
- V.I.P. – serie TV, episodio 1x01 (1998)
- Mr. Chapel (Vengeance Unlimited) – serie TV, episodio 1x01 (1998)
- The King of Queens – serie TV, episodio 1x17 (1999)
- Ultime dal cielo (Early Edition) – serie TV, episodio 4x13 (2000)
- Più forte ragazzi (Martial Law) – serie TV, episodio 2x18 (2000)
- Una culla per cinque (Quints), regia di Bill Corcoran – film TV (2000)
- Invisible Man (The Invisible Man) – serie TV, episodi 1x13-1x15 (2000-2001)
- The Drew Carey Show – serie TV, episodio 6x03 (2000)
- West Wing - Tutti gli uomini del Presidente (The West Wing) – serie TV, episodio 2x05 (2000)
- In tribunale con Lynn (Family Law) – serie TV, episodio 2x10 (2000)
- Boston Public – serie TV, episodio 1x15 (2001) – non accreditato
- Come all'inferno (A Glimpse of Hell), regia di Mikael Salomon – film TV (2001)
- Crossing Jordan – serie TV, episodio 1x06 (2001)
- Strepitose Parkers – serie TV, episodio 3x10 (2001)
- The Guardian – serie TV, episodio 1x09 (2001)
- Da un giorno all'altro (Any Day Now) – serie TV, episodio 4x13 (2001)
- NYPD - New York Police Department (NYPD Blue) – serie TV, episodio 9x20 (2002)
- Giudice Amy (Judging Amy) – serie TV, episodi 3x22-3x24 (2002)
- Six Feet Under – serie TV, episodio 2x13 (2002)
- Malcolm (Malcolm in the Middle) – serie TV, episodio 4x01 (2002)
- Becker – serie TV, episodio 5x14 (2003)
- The District – serie TV, episodio 3x18 (2003)
- The Division – serie TV, episodio 3x19 (2003)
- E.R. - Medici in prima linea (ER) – serie TV, episodio 10x05 (2003)
- A Minute with Stan Hooper – serie TV, 13 episodi (2003-2004)
- Confessioni di una single di successo (Confessions of a Sociopathic Social Climber), regia di Dana Lustig – film TV (2005)
- Cold Case - Delitti irrisolti (Cold Case) – serie TV, episodio 2x20 (2005)
- Lost – serie TV, 9 episodi (2005-2010)
- Detective Monk (Monk) – serie TV, episodio 4x05 (2005)
- Desperate Housewives – serie TV, episodio 2x02 (2005)
- Law & Order - I due volti della giustizia (Law & Order) – serie TV, episodio 16x08 (2005)
- NCIS - Unità anticrimine (NCIS) – serie TV, episodio 3x12 (2006)
- Boston Legal – serie TV, episodio 2x18 (2006)
- Ghost Whisperer - Presenze (Ghost Whisperer) – serie TV, episodio 1x20 (2006)
- CSI - Scena del crimine (CSI: Crime Scene Investigation) – serie TV, episodi 6x21-13x11 (2006-2013)
- The Closer – serie TV, episodio 2x05 (2006)
- Close to Home - Giustizia ad ogni costo (Close to Home) – serie TV, episodio 2x06 (2006)
- Senza traccia (Without a Trace) – serie TV, episodio 5x13 (2007)
- Nolan - Come diventare un supereroe (Shredderman Rules), regia di Savage Steve Holland – film TV (2007)
- Lost: Missing Pieces – miniserie TV, episodi 1x07-1x09 (2007) – non accreditato
- Bones – serie TV, episodio 3x11 (2008)
- Eleventh Hour – serie TV, episodio 1x02 (2008)
- Sonny tra le stelle (Sonny with a Chance) – serie TV, 5 episodi (2009-2010)
- Dark Blue – serie TV, episodio 1x06 (2009)
- Woke Up Dead – serie TV, 14 episodi (2009)
- I maghi di Waverly (Wizards of Waverly Place) – serie TV, episodio 3x02 (2009)
- La complicata vita di Christine (The New Adventures of Old Christine) – serie TV, episodio 5x11 (2009)
- Glee – serie TV, episodi 2x08-2x18-3x14 (2010-2012)
- CSI: Miami – serie TV, episodio 8x17 (2010)
- Grimm – serie TV, episodi 1x06-4x13 (2011-2015)
- Big Love – serie TV, episodio 5x04 (2011)
- The Mentalist – serie TV, episodio 4x01 (2011)
- Hot in Cleveland – serie TV, episodio 3x07 (2012)
- Weeds – serie TV, episodi 8x01-8x03 (2012)
- The Walking Dead: Cold Storage – serie web, 4 episodi (2012)
- Castle – serie TV, episodio 5x07 (2012)
- CSI: NY – serie TV, episodio 9x14 (2013)
- Crash & Bernstein – serie TV, episodio 1x16 (2013)
- Vegas – serie TV, episodio 1x18 (2013)
- King & Maxwell – serie TV, episodio 1x08 (2013)
- Mob City – serie TV, 6 episodi (2013)
- Franklin & Bash – serie TV, episodio 4x04 (2014)
- NCIS: Los Angeles – serie TV, episodio 6x08 (2014)
- Major Crimes – serie TV, episodio 3x17 (2015)
- L'uomo nell'alto castello (The Man in the High Castle) – serie TV, 10 episodi (2015-2016)
- Agents of S.H.I.E.L.D. – serie TV, episodio 3x03 (2015)
- Fresh Off the Boat – serie TV, episodio 2x08 (2015)
- Criminal Minds – serie TV, episodio 11x14 (2016)
- Jane the Virgin – serie TV, episodio 2x15 (2016)
- Mistresses - Amanti (Mistresses) – serie TV, episodio 4x11 (2016)
- Rosewood – serie TV, episodio 2x09 (2016)
- 12 Deadly Days – miniserie TV, episodio 1x07 (2016)
- 9-1-1 - serie TV, 5 episodi (2018-2024)

### Doppiatore
- L.A. Noire – videogioco (2011)
- Dead Rising 3 – videogioco (2013)
- Star Wars Jedi: Fallen Order – videogioco (2019)
- Star Wars Jedi: Survivor – videogioco (2023)

## Doppiatori italiani
Nelle versioni in italiano delle opere in cui ha recitato, Daniel Roebuck è stato doppiato da:
- Ambrogio Colombo in A Minute with Stan Hooper, Ghost Whisperer - Presenze, Terrifier 3
- Lucio Saccone in Halloween II, L'uomo nell'alto castello, 9-1-1 (s.2)
- Oliviero Dinelli in Agente Cody Banks, Agente Cody Banks 2 - Destinazione Londra
- Enzo Avolio in Desperate Housewives, Sonny tra le stelle, Major Crimes
- Giorgio Locuratolo in Las Vegas - Terapia per due, 9-1-1 (s.7)
- Paolo Marchese in CSI: NY, NCIS: Los Angeles
- Roberto Stocchi in The Closer, Bones
- Roberto Fidecaro in Castle, Ncis: Origins
- Vittorio Guerrieri in Matlock
- Marco Mete in Weekend senza il morto
- Massimiliano Virgilii ne Il fuggitivo
- Enrico Di Troia in Traffico di diamanti
- Angelo Nicotra in U.S. Marshals - Caccia senza tregua
- Enrico Pallini in Final Destination
- Stefano De Sando in Cold Case - Delitti irrisolti
- Antonio Angrisano in CSI - Scena del crimine
- Massimo Rinaldi in Lost
- Mino Caprio in Cappuccetto Rosso
- Francesco Pannofino in Nolan - Come diventare un supereroe
- Antonio Palumbo in Detective Monk
- Giuliano Santi in NCIS - Unità anticrimine
- Franco Mannella in Flash of Genius
- Renato Cecchetto in Eleventh Hour
- Gianni Giuliano in CSI: Miami
- Edoardo Siravo in The Mentalist
- Pierluigi Astore in The Walking Dead: Cold Storage
- Teo Bellia ne I Mostri
- Saverio Indrio in Criminal Minds[1]

Da doppiatore è sostituito da:
- Luigi Ferraro in Star Wars Jedi: Fallen Order, Star Wars Jedi: Survivor